# Lijst van werken van Fra Bartolommeo
Deze lijst geeft een overzicht van het werk van de Italiaanse renaissanceschilder Fra Bartolommeo. Alle dateringen zijn bij benadering tenzij anders aangegeven.

## Schilderijen
| Afbeelding | Titel                                                                                        | Datering         | Techniek                                  | Afmetingen h × b cm | Collectie                                                                                  | Opmerkingen |
| ---------- | -------------------------------------------------------------------------------------------- | ---------------- | ----------------------------------------- | ------------------- | ------------------------------------------------------------------------------------------ | --- |
|            | Porcia                                                                                       | 1490-1495        | olieverf op paneel                        | 108 × 52            | Florence, Uffizi                                                                           | |
|            | Minerva                                                                                      | 1490-1495        | olieverf op paneel                        | 117 × 59            | Parijs, Louvre                                                                             | |
|            | Aanbidding van het Christuskind                                                              | 1495-1498        | olieverf op paneel                        | diameter: 87 cm     | Rome, Galleria Borghese                                                                    | |
|            | Madonna en Kind met de jonge Johannes de Doper                                               | 1497             | olieverf en goud op paneel                | 58,4 × 43,8         | New York, Metropolitan Museum of Art                                                       | |
|            | De annunciatie                                                                               | 1497 (gedateerd) | tempera op paneel                         | 176 × 170           | Volterra, Kathedraal van Volterra                                                          | waarschijnlijk uitgevoerd in samenwerking met Mariotto Albertinelli                                                                 |
|            | De Heilige Familie                                                                           | 1497             | olieverf op doek                          | 150,9 × 91,2        | Los Angeles, Los Angeles County Museum of Art                                              | |
|            | Portret van een man                                                                          | 1497 (kort na)   | olieverf op paneel                        | 39,7 × 30,8         | New York, Metropolitan Museum of Art                                                       | |
|            | Portret van Girolamo Savonarola                                                              | 1498-1500        | olieverf op paneel                        | 47 × 31             | Florence, Museo di San Marco                                                               | |
|            | Portret van Girolamo Savonarola als Petrus de Martelaar                                      | 1508             | olieverf op paneel                        | 52 × 40             | Florence, Museo di San Marco                                                               | |
|            | Zijluikjes van het Del Pugliese-tabernakel                                                   | 1498-1499        | tempera op paneel                         | 31 × 30             | Florence, Uffizi                                                                           | |
|            | Het Laatste Oordeel                                                                          | 1499-1501        | fresco (verwijderd)                       | 360 × 375           | Florence, Museo di San Marco                                                               | |
|            | Rust tijdens de vlucht naar Egypte                                                           | 1499             |                                           |                     | privéverzameling (veiling Sotheby's, Londen, 1975)                                         | De compositie is gebaseerd op schetsen voor een Verzoeking van de heilige Antonius, waarvan geen geschilderde versie bekend is      |
|            | Maria en Christuskind                                                                        | 1495-1500        | olieverf op paneel (tondo)                | 64,7 (doorsnee)     | privéverzameling (veiling Christie's, 2013)                                                | |
|            | De heilige Hiëronymus                                                                        | 1495-1500        | doek, bevestigd op paneel                 | 41,9 × 27,5         | Berlijn, Gemäldegalerie, inv. 124                                                          | |
|            | De heilige Hiëronymus                                                                        | 1495-1500        | paneel                                    | 45,1 × 27,7         | Newark, The Alana Collection                                                               | |
|            | Het visioen van de heilige Bernardus                                                         | 1504-1507        | olieverf op paneel                        | 213 × 220           | Florence, Uffizi                                                                           | |
|            | Noli me tangere                                                                              | 1505-1506        | olieverf op paneel, overgebracht op doek  | 58 × 48             | Parijs, Louvre                                                                             | |
|            | De geboorte van Christus                                                                     | 1504-1507        | olieverf op paneel                        | 34 × 24,5           | Chicago, Art Institute of Chicago                                                          | |
|            | De Heilige Familie met de jonge Johannes de Doper                                            | 1506-1507        | olieverf op paneel                        | 62 × 47             | Madrid, Museo Thyssen-Bornemisza                                                           | |
|            | Maria-Tenhemelopneming                                                                       | 1508             | olieverf op paneel                        | 301 × 195           | voorheen Berlijn, Kaiser-Friedrich-Museum, verloren gegaan in 1945                         | |
|            | Padre Eterno of God de Vader met de heiligen Maria Magdalena en Catharina van Siena          | 1509 (gedateerd) | olieverf op paneel (overgebracht op doek) | 365 × 238           | Lucca, Museo nazionale di Villa Guinigi                                                    | |
|            | Madonna del Santuario of Tronende Madonna met de heiligen Stefanus en Johannes de Doper      | 1509 (gedateerd) | olieverf op paneel                        |                     | Lucca, Kathedraal van Lucca                                                                | |
|            | Madonna met zes heiligen of Sacra conversazione Cambi                                        | 1509             | olieverf op paneel                        | 234 × 227,5         | Florence, Chiesa di San Marco                                                              | |
|            | Maria aanbidt het Christuskind met Jozef                                                     | 1508-1510        | olieverf op paneel                        | 137,8 × 104,8       | Londen, National Gallery Inv. nr. NG3914                                                   | |
|            | Rust tijdens de vlucht naar Egypte met de jonge Johannes de Doper                            | 1509             | olieverf op paneel                        | 130.8 × 105.7       | Los Angeles, Getty Center                                                                  | |
|            | Pala del Gran Consiglio (Retabel van de Grote Raad)                                          | 1510-1513        | olieverf op paneel                        | 444 × 306           | Florence, Museo di San Marco                                                               | Het schilderij kwam niet verder dan de onderschildering en bleef onvoltooid                                                         |
|            | Het mystieke huwelijk van de heilige Catharina van Siena                                     | 1511 (gedateerd) | olieverf op paneel                        | 257 × 228           | Parijs, Louvre                                                                             | |
|            | Het mystieke huwelijk van Catharina van Siena met heiligen (Pala Pitti)                      | 1512             | olieverf op paneel                        | 356 × 270           | Florence, Palazzo Pitti (Galleria Palatina)                                                | |
|            | Madonna met de heiligen Petrus en Paulus                                                     | 1511             |                                           |                     | Pisa, Santa Caterina d'Alessandria                                                         | |
|            | De annunciatie                                                                               | 1511             |                                           |                     | Genève, Musée d’Art et d’Histoire                                                          | met Mariotto Albertinelli |
|            | Vijf lunetten met bustes van heiligen                                                        | 1511             | fresco                                    |                     | Florence, Museo di San Marco (dormitorium)                                                 | |
|            | De heilige Vincent Ferrer                                                                    | 1511-1512        |                                           |                     | Florence, Museo di San Marco                                                               | Het werk verkeert in slechte staat en is in hoge mate overgeschilderd                                                               |
|            | Mariotto Albertinelli: De kroning van Maria (fragmenten van lunet van de Carondelet-Madonna) | 1511-1512        | olieverf op paneel                        |                     | Stuttgart, Staatsgalerie Stuttgart (Staatliche Kunstsammlungen)                            | |
|            | Carondelet-Madonna of La Vierge aux saints                                                   | 1511-1512        | olieverf op paneel                        | 260 × 230           | Besançon, Kathedraal van Besançon                                                          | Het altaarstuk was voorzien van een lunet door Mariotto Albertinelli, waarvan fragmenten bewaard zijn gebleven (zie vorige)         |
|            | Adam en Eva met Kaïn en Abel                                                                 | 1512             | olieverf op paneel                        | 31,7 × 25,1         | Philadelphia, Philadelphia Museum of Art                                                   | Onvoltooid |
|            | De bewening van Christus (Pietà di Pitti)                                                    | 1511-1513        | olieverf op paneel                        | 158 × 199           | Florence, Palazzo Pitti (Galleria Palatina)                                                | Het schilderij werd na 1610 bovenaan ingekort en deels overschilderd:                                                               |
|            | De evangelist Marcus                                                                         | 1514-1515        | olieverf op paneel, overgebracht op doek  | 352 × 212           | Florence, Palazzo Pitti (Galleria Palatina)                                                | |
|            | De menswording van Christus met zes heiligen                                                 | 1515 (gedateerd) | paneel                                    | 96 × 76,5           | Parijs, Louvre                                                                             | |
|            | Madonna della Misericordia                                                                   | 1515 (gedateerd) | olieverf op doek (linnen)                 | 392 × 268           | Lucca, Museo nazionale di Villa Guinigi                                                    | |
|            | Maria met Kind en musicerende engelen                                                        | 1515 (gedateerd) |                                           | 130 × 130           | Sint-Petersburg, Hermitage                                                                 | |
|            | Maria met het Christuskind en de jonge Johannes de Doper                                     | 1516             | olieverf op doek                          |                     | Londen, National Gallery                                                                   | Toegeschreven; twee gesigneerde en gedateerde versies bevinden zich in de Galleria nazionale te Rome en in Kenwood House te Londen. |
|            | Maria en de heilige Elisabeth met het Christuskind en de jonge Johannes de Doper             | 1516 (gedateerd) | olieverf op paneel                        | 148,6 × 121,7       | privéverzameling (veiling Christie's 2009; voorheen Cook Collection, Richmond upon Thames) | |
|            | Maria met Kind                                                                               | 1514-1516        | olieverf op paneel (populier)             | 85,5 × 72,5         | Wenen, Kunsthistorisches Museum                                                            | |
|            | Maria met Kind                                                                               | 1516             | olieverf                                  | 85 × 63             | Grenoble, Musée de Grenoble                                                                | |
|            | De heiligen Franciscus en Dominicus in omhelzing                                             | 1514-1517        | fresco                                    |                     | Pian di Mugnone (Fiesole), Santa Maria Maddalena (Ospizio della Maddalena)                 | |
|            | De heilige Sebastiaan                                                                        | 1515             |                                           |                     | Verloren gegaan                                                                            | |
|            | Cappella Billi: Salvator Mundi met de vier evangelisten                                      | 1516 (gedateerd) | olieverf op paneel (overgebracht op doek) | 285 × 202           | Florence, Palazzo Pitti (Galleria Palatina)                                                | |
|            | Cappella Billi: Jesaja                                                                       | 1515-1516        | olieverf op paneel                        | 168 × 108           | Florence, Galleria dell'Accademia                                                          | |
|            | Cappella Billi: Job                                                                          | 1515-1516        | olieverf op paneel                        | 168 × 108           | Florence, Galleria dell'Accademia                                                          | |
|            | Maria-Tenhemelopneming met Johannes de Doper en Catharina van Alexandrië                     | 1516             | olieverf                                  |                     | Napels, Museo di Capodimonte                                                               | |
|            | De presentatie in de tempel                                                                  | 1516 (gedateerd) | olieverf op paneel (populier)             | 155 × 159           | Wenen, Kunsthistorisches Museum                                                            | |